# Morti nel 2003/Dicembre
| Questa pagina contiene informazioni ricavate automaticamente dalle voci biografiche con l'ausilio del template Bio e di un bot. L'aggiornamento è periodico e automatico e ricostruisce completamente la pagina. Se manca una persona in questa lista, sei pregato di non aggiungerla, ma accertati piuttosto che la sua voce biografica contenga il template Bio e che i dati anagrafici siano correttamente compilati. Se il template Bio manca, inseriscilo tu stesso o, in alternativa, metti l'avviso {{tmp\|Bio}} che ne segnala la mancanza. Se i dati riportati sono sbagliati, correggi direttamente la voce biografica; le modifiche saranno visibili in questa lista entro pochi giorni. Per chiarimenti vedi il progetto biografie. La lista contiene solo le 147 persone che sono citate nell'enciclopedia e per le quali è stato implementato correttamente il template Bio. Pagina aggiornata al 26 lug 2025. |

- 1º dicembre - Vilda Ciurlo, regista, drammaturga e attrice italiana (n. 1928)
- 1º dicembre - Eugenio Monti, bobbista italiano (n. 1928)
- 1º dicembre - Carl Schenkel, regista svizzero (n. 1948)
- 1º dicembre - Vittorio Somenzi, filosofo italiano (n. 1918)
- 2 dicembre - Alan Davidson, scrittore e diplomatico britannico (n. 1924)
- 2 dicembre - Fernando Di Leo, regista e sceneggiatore italiano (n. 1932)
- 2 dicembre - Josef Hanauer, teologo e giornalista tedesco (n. 1913)
- 2 dicembre - Manuel Martín, cestista spagnolo (n. 1922)
- 2 dicembre - Edna Phillips, arpista statunitense (n. 1907)
- 3 dicembre - Pino Arpioni, educatore italiano (n. 1924)
- 3 dicembre - Dulce Chacón, scrittrice e poetessa spagnola (n. 1954)
- 3 dicembre - Ellen Drew, attrice statunitense (n. 1914)
- 3 dicembre - David Hemmings, attore, regista e cantante britannico (n. 1941)
- 4 dicembre - Mario Bo, calciatore italiano (n. 1912)
- 4 dicembre - Dezső Lemhényi, pallanuotista ungherese (n. 1917)
- 4 dicembre - Georges Moreel, calciatore francese (n. 1924)
- 4 dicembre - Ruggero Puletti, politico, saggista e storico della letteratura italiano (n. 1924)
- 5 dicembre - Umberto Davide, tenore italiano (n. 1900)
- 5 dicembre - Federico Farkas, giornalista e sindacalista italiano (n. 1933)
- 5 dicembre - Bob Gregory, fumettista statunitense (n. 1921)
- 5 dicembre - Felix Kaspar, pattinatore artistico su ghiaccio austriaco (n. 1915)
- 5 dicembre - Jack Keller, giocatore di poker statunitense (n. 1942)
- 5 dicembre - Eugenio Maggi, anarchico e antifascista italiano (n. 1919)
- 5 dicembre - Roberto Manni, pittore italiano (n. 1912)
- 5 dicembre - José Manuel Pesudo, calciatore spagnolo (n. 1936)
- 6 dicembre - Carlos Manuel Arana Osorio, generale, politico e ambasciatore guatemalteco (n. 1918)
- 6 dicembre - Hans Hotter, basso-baritono e cantante tedesco (n. 1909)
- 6 dicembre - José María Jiménez, ciclista su strada spagnolo (n. 1971)
- 6 dicembre - Barry Long, scrittore australiano (n. 1926)
- 6 dicembre - Pietro Mittica, militare italiano (n. 1915)
- 7 dicembre - Joe Skeen, politico statunitense (n. 1927)
- 8 dicembre - Nelson Bobb, cestista statunitense (n. 1924)
- 8 dicembre - Robert Detweiler, canottiere statunitense (n. 1930)
- 8 dicembre - Rubén González, pianista cubano (n. 1919)
- 9 dicembre - Keith McCreary, hockeista su ghiaccio canadese (n. 1940)
- 9 dicembre - Paul Simon, politico statunitense (n. 1928)
- 9 dicembre - Norm Sloan, cestista e allenatore di pallacanestro statunitense (n. 1926)
- 10 dicembre - Elizabeth Harrower, attrice e sceneggiatrice statunitense (n. 1918)
- 10 dicembre - Sean McClory, attore irlandese (n. 1924)
- 10 dicembre - Ettore Perazzoli, informatico italiano (n. 1974)
- 10 dicembre - Raúl Savoy, calciatore argentino (n. 1940)
- 10 dicembre - Michele Dicran Sirinian, ingegnere e militare italiano (n. 1923)
- 11 dicembre - Ahmadou Kourouma, scrittore ivoriano (n. 1927)
- 11 dicembre - Adriano Mariuz, storico dell'arte italiano (n. 1938)
- 11 dicembre - Paulos Tzadua, cardinale e arcivescovo cattolico etiope (n. 1921)
- 12 dicembre - Eva Besnyö, fotografa ungherese (n. 1910)
- 12 dicembre - Marcello Giombini, compositore e organista italiano (n. 1928)
- 12 dicembre - Manlio Guberti Helfrich, pittore, incisore e scrittore italiano (n. 1917)
- 12 dicembre - Rudolf Krause, allenatore di calcio e calciatore tedesco orientale (n. 1927)
- 12 dicembre - Art Napoleon, regista, sceneggiatore e produttore cinematografico statunitense (n. 1920)
- 12 dicembre - George Pastushok, cestista statunitense (n. 1922)
- 12 dicembre - Fadwa Tuqan, poetessa e saggista palestinese (n. 1917)
- 12 dicembre - Skip Wolters, pallanuotista singaporiano (n. 1929)
- 12 dicembre - Heydər Əliyev, politico azero (n. 1923)
- 13 dicembre - Mario Buonoconto, pittore e scenografo italiano (n. 1940)
- 13 dicembre - Carlo Filogamo, schermidore e giornalista italiano (n. 1909)
- 13 dicembre - Léon Gauthier, vescovo vetero-cattolico svizzero (n. 1912)
- 13 dicembre - Paolo Giammarco, allenatore di calcio e calciatore italiano (n. 1921)
- 13 dicembre - Frank Neubert, militare e aviatore tedesco (n. 1915)
- 13 dicembre - David Perlov, regista, sceneggiatore e direttore della fotografia israeliano (n. 1930)
- 13 dicembre - Xie Tian, attore e regista cinese (n. 1914)
- 14 dicembre - Daniel Arasse, storico dell'arte francese (n. 1944)
- 14 dicembre - Christian Bernadac, giornalista e scrittore francese (n. 1937)
- 14 dicembre - Jeanne Crain, attrice statunitense (n. 1925)
- 14 dicembre - Oldřich Menclík, calciatore cecoslovacco (n. 1923)
- 14 dicembre - Blas Ople, politico e giornalista filippino (n. 1927)
- 14 dicembre - François Rauber, arrangiatore, compositore e direttore d'orchestra francese (n. 1933)
- 14 dicembre - Luigi Raybaudi Massilia, giornalista, editore e filatelista italiano (n. 1913)
- 14 dicembre - Frank Sheeran, sindacalista e mafioso statunitense (n. 1920)
- 14 dicembre - Antonio Vangelli, pittore italiano (n. 1917)
- 15 dicembre - Francesco Burdin, scrittore italiano (n. 1916)
- 15 dicembre - Jack Gregory, velocista britannico (n. 1923)
- 15 dicembre - Göthe Hedlund, pattinatore di velocità su ghiaccio svedese (n. 1918)
- 15 dicembre - Luigi Tatto, insegnante e scrittore italiano (n. 1922)
- 15 dicembre - Sergio Vergara De La Guarda, schermidore cileno (n. 1927)
- 16 dicembre - Alfred Lynch, attore britannico (n. 1931)
- 16 dicembre - Judd Marmor, psichiatra statunitense (n. 1910)
- 16 dicembre - Carlo Pace, economista e politico italiano (n. 1931)
- 16 dicembre - Madlyn Rhue, attrice statunitense (n. 1935)
- 16 dicembre - Dante Sotgiu, politico italiano (n. 1917)
- 16 dicembre - Gary Stewart, cantante statunitense (n. 1944)
- 17 dicembre - Basilio Franchina, sceneggiatore, regista e attore italiano (n. 1914)
- 17 dicembre - Otto Graham, giocatore di football americano e cestista statunitense (n. 1921)
- 17 dicembre - Ray Iggleden, calciatore inglese (n. 1925)
- 17 dicembre - Mary Ann Jackson, attrice cinematografica statunitense (n. 1923)
- 17 dicembre - Alan Tilvern, attore britannico (n. 1918)
- 17 dicembre - Jim Wolf, giocatore di football americano statunitense (n. 1952)
- 17 dicembre - Karol L. Zachar, attore, regista teatrale e scenografo slovacco (n. 1918)
- 18 dicembre - Charles Berlitz, scrittore statunitense (n. 1914)
- 18 dicembre - Jean Dieuzaide, fotografo francese (n. 1921)
- 18 dicembre - Cresson H. Kearny, ingegnere e esploratore statunitense (n. 1914)
- 19 dicembre - Giorgio Bravi, calciatore e allenatore di calcio italiano (n. 1936)
- 19 dicembre - Jan Borisovič Frid, regista cinematografico sovietico (n. 1908)
- 19 dicembre - Hope Lange, attrice statunitense (n. 1933)
- 19 dicembre - Heinz Marquardt, aviatore tedesco (n. 1922)
- 19 dicembre - Enrico Salines, compositore italiano (n. 1911)
- 19 dicembre - Les Tremayne, attore, doppiatore e conduttore radiofonico britannico (n. 1913)
- 20 dicembre - Grigore Grigoriu, attore moldavo (n. 1941)
- 20 dicembre - Gil Reece, calciatore gallese (n. 1942)
- 21 dicembre - Ermenegildo Orzan, calciatore italiano (n. 1914)
- 21 dicembre - Andrea Scotti, attore italiano (n. 1931)
- 21 dicembre - Alfonso di Hohenlohe-Langenburg, nobile e imprenditore spagnolo (n. 1924)
- 22 dicembre - Wah Chang, designer e artista statunitense (n. 1917)
- 22 dicembre - Nico D'Alessandria, regista e sceneggiatore italiano (n. 1941)
- 22 dicembre - Rose Hill, attrice e soprano britannica (n. 1914)
- 22 dicembre - George Patterson, cestista statunitense (n. 1939)
- 22 dicembre - Mohamed el-Rashidi, cestista egiziano (n. 1923)
- 22 dicembre - Felice Renoldi, calciatore e allenatore di calcio italiano (n. 1914)
- 23 dicembre - Kriangsak Chomanan, politico e generale thailandese (n. 1917)
- 23 dicembre - Valentin Gavrilov, altista sovietico (n. 1946)
- 23 dicembre - Guglielmo Trevisan, calciatore e allenatore di calcio italiano (n. 1918)
- 23 dicembre - Paolo Valori, gesuita e teologo italiano (n. 1919)
- 24 dicembre - Manfred Ebert, calciatore tedesco (n. 1935)
- 24 dicembre - Juan García García, cestista cubano (n. 1926)
- 25 dicembre - Nicholas Mavroules, politico statunitense (n. 1929)
- 26 dicembre - Gale Bishop, cestista e allenatore di pallacanestro statunitense (n. 1922)
- 26 dicembre - Giovanbattista Bitto, partigiano italiano (n. 1919)
- 26 dicembre - Giorgio Callegari, presbitero e sociologo italiano (n. 1936)
- 26 dicembre - Redfern Froggatt, calciatore inglese (n. 1924)
- 26 dicembre - Chauncy Harris, geografo statunitense (n. 1914)
- 26 dicembre - Clifton McNeely, cestista e allenatore di pallacanestro statunitense (n. 1919)
- 27 dicembre - Alan Bates, attore britannico (n. 1934)
- 27 dicembre - Enric Bernat, imprenditore spagnolo (n. 1923)
- 27 dicembre - Richie Niemiera, cestista e allenatore di pallacanestro statunitense (n. 1921)
- 27 dicembre - Chet Tollstam, cestista statunitense (n. 1918)
- 27 dicembre - Ying Ruocheng, attore, traduttore e politico cinese (n. 1929)
- 28 dicembre - Guy Héraud, insegnante e giurista francese (n. 1920)
- 28 dicembre - Helen Kleeb, attrice statunitense (n. 1907)
- 28 dicembre - Emil Velenský, cestista cecoslovacco (n. 1920)
- 29 dicembre - Aimone Balbo Di Vinadio, politico italiano (n. 1920)
- 29 dicembre - Michael Aidan Courtney, arcivescovo cattolico irlandese (n. 1945)
- 29 dicembre - Gerald Gutierrez, regista teatrale statunitense (n. 1950)
- 29 dicembre - Earl Hindman, attore statunitense (n. 1942)
- 30 dicembre - Candido Beretta, calciatore italiano (n. 1941)
- 30 dicembre - John Gregory Dunne, scrittore, sceneggiatore e giornalista statunitense (n. 1932)
- 30 dicembre - Nora Heysen, pittrice australiana (n. 1911)
- 30 dicembre - Ibram Lassaw, scultore statunitense (n. 1913)
- 30 dicembre - Anita Mui, cantante e attrice cinese (n. 1963)
- 30 dicembre - Patricia Roc, attrice britannica (n. 1915)
- 30 dicembre - Hukwe Zawose, musicista tanzaniano
- 31 dicembre - Antonino Brusca, medico e politico italiano (n. 1923)
- 31 dicembre - Sophie Daumier, attrice francese (n. 1934)
- 31 dicembre - Béla Kárpáti, allenatore di calcio e calciatore ungherese (n. 1929)
- 31 dicembre - Giuseppe Mancini, imprenditore italiano (n. 1922)
- 31 dicembre - Paula Raymond, attrice statunitense (n. 1924)
- 31 dicembre - Giovanna Sicari, poetessa, scrittrice e critico letterario italiano (n. 1954)
- 31 dicembre - Armando Tre Re, calciatore italiano (n. 1921)